# Qin Yinglin
Qin Yinglin (chinesisch: 秦英林; pinyin: Qín Yīnglín, * 1965 in Neixiang, Nanyang, Henan) ist ein chinesischer Unternehmer. Er ist Vorsitzender und Präsident des Schweinezuchtunternehmens Muyuan Foodstuff und einer der reichsten Menschen in China. Sein Vermögen wurde im Januar 2022 auf knapp 25 Milliarden US-Dollar geschätzt.

## Laufbahn
Qin wurde im Kreis Neixiang geboren und wuchs in Armut auf. 1982, als Qin noch zur Schule ging, sparte sein Vater Geld und kaufte 20 Schweine, aber bis auf eines starben alle. Dies motivierte Qin, an der Universität Tierhaltung zu studieren, damit er den Menschen in seinem Dorf helfen konnte, mit der Schweinezucht Geld zu verdienen. Im Jahr 1985 wurde er an der Landwirtschaftsuniversität Henan angenommen und erwarb 1989 seinen Abschluss. Nach seinem Studium arbeitete er eine Zeit lang für ein lokales Schweinezuchtunternehmen, wo er seine spätere Frau kennenlernte, gab seinen sicheren Job allerdings 1992 auf und zog zurück in seine Heimatstadt, um sich in der Schweinezucht selbständig zu machen. Er begann mit nur 22 Schweinen. Im Jahr 2000 gründete Qin Muyuan Farming (牧原养殖), das Unternehmen, aus dem später Muyuan Foodstuff wurde. 2014 ging das Unternehmen an die Börse an der Shenzhen Stock Exchange, nachdem es zu einem der Marktführer in dem weltgrößten Markt für Schweinefleisch aufgestiegen war.
Der Aktienkurs von Muyuan stieg deutlich an, als die Schweinefleischpreise aufgrund des Ausbruchs der Afrikanischen Schweinepest im Jahr 2019 und der COVID-19-Pandemie im Jahr 2020 stiegen. Während der Schweinepestkrise konnte Muyuan florieren, weil das Unternehmen mehr und modernere eigene Anlagen besitzt als seine Konkurrenten, wodurch es die Ausbreitung der Krankheit besser kontrollieren konnte. Im Jahr 2019 schlachtete das Unternehmen fünf Millionen Schweine.

## Politische Karriere
Qin Yinglin ist Mitglied der Kommunistischen Partei Chinas. Er wurde 2002 Delegierter für den Volkskongress der Provinz Henan. Er wurde 2017 Delegierter des 13. Nationalen Volkskongresses.